# Coffi Codjia
Coffi Bonaventure Codjia (Cotonou, 9 dicembre 1967) è un ex arbitro di calcio beninese.

## Carriera
Dopo un passato da calciatore professionista, stroncato nel 1986 per un grave infortunio, intraprende la carriera arbitrale che lo porterà nel 1994 alla nomina ad arbitro internazionale.
Peraltro, la passione per l'arbitraggio è una questione di famiglia, visto che il padre era stato direttore di gara, e l'impegno profuso da Coffi Codjia è testimoniato anche dal fatto che, in ogni appuntamento, viene accompagnato da un personal trainer che lo segue costantemente.
Il palmarès è di tutto rispetto: oltre alla partecipazione ai mondiali under 20 del 2001 e del 2005, ai tornei FIFA Confederations Cup del 1999. del 2003 e del 2009, e a ben sei edizioni (2000, 2002, 2004, 2006, 2008 e 2010), della Coppa d'Africa (la massima manifestazione per nazioni di quel continente), si contano soprattutto le presenze in due edizioni dei Mondiali di calcio: nel 2002 in Estremo Oriente dirige Turchia-Costa Rica, tra i sospetti e la sfiducia generale, poiché la Federazione turca, dopo l'insufficiente arbitraggio registrato nella prima partita del torneo (perduta contro il Brasile) da parte del fischietto sudcoreano Kim Young-Joo, non riteneva Coffi Codjia un arbitro con l'esperienza adeguata per un Mondiale; il beninese avrebbe poi smentito le diffidenze, arbitrando bene. Quattro anni dopo, nella rassegna iridata in Germania, dirige Ecuador-Costa Rica e Spagna-Arabia Saudita.
Nella stagione sportiva 2007-2008 è stato selezionato per il Mondiale per club in Giappone a dicembre, e in particolare per la finalissima della Coppa d'Africa 2008 ad Accra tra Camerun ed Egitto.
Nel settembre 2009 viene convocato, per la terza volta, come riserva, al Campionato mondiale di calcio Under-20 in programma in Egitto, ma non scende mai in campo nemmeno come Quarto Ufficiale a causa di un infortunio. Poche settimane dopo è chiamato a dirigere, per la seconda volta, in occasione del Mondiale per club, ospitato negli Emirati Arabi Uniti. Nel torneo dirige una delle due semifinali.
Vanta anche la partecipazione alla Coppa d'Asia del 2004 e la direzione della finale di CAF Champions League nel 2006.
Durante la semifinale della Coppa d'Africa 2010 tra Algeria ed Egitto, il suo arbitraggio suscita molte recriminazioni da parte degli algerini per non aver saputo arbitrare la partita (ha ammonito tre giocatori algerini erratamente, e ha assegnato 2 gol, in fuorigioco, all'Egitto, e la Confédération Africaine de Football è costretta a sospendere il fischietto beninese a tempo indeterminato per non aver saputo gestire e punire le proteste in campo.
Il suo nome era stato inserito nell'elenco dei 38 pre-selezionati rimasti in corsa per i Mondiali 2010 in Sudafrica, ma questa volta l'arbitro del Benin viene scartato nel taglio finale, perdendo l'opportunità di partecipare al suo terzo mondiale consecutivo.
Il 31 dicembre 2011 viene ritirato dalle liste FIFA, dopo una lunga carriera internazionale durata 18 anni.